# Leopold Stokowski
Leopold Stokowski   (Londres, 18 d'abril de 1882 - Nether Wallop, 13 de setembre de 1977), nascut Leopold Anthony "Antoni" Stokowski, va ser un director d'orquestra britànic d'origen polonès pel seu pare i irlandès per la seva mare.

## Biografia
Fill d'un ebenista d'origen polonès, Kopernik Joseph Boleslawowicz Stokowski i de la seva dona, Annie-Marion (de soltera Moore), d'origen irlandès, nascuda a Northampton, Stokowski va néixer Leopold Anthony Stokowski a Londres el 18 d'abril de 1882. Més tard, va canviar el seu segon nom pel d'Antoni, respectant així la grafia polonesa. Sovint va donar 1887 com a any de naixement a Cracòvia en comptes de 1882 a Londres, però el certificat de naixement marca el 18 d'abril de 1882, al 13 Upper Marylebone Street (ara New Cavendish Street), al districte de Marylebone de Londres. Es diu que aquesta mistificació es va originar amb la seva primera dona, Olga Samaroff. Aquesta, nascuda Lucy Mary Agnes Hickenlooper a Texas, va jutjar més "comercial" un origen eslau. Aleshores va demanar al seu marit que dissimulés el seu lloc de naixement. Stokowski porta el nom del seu avi patern, Leopold, que va morir al comtat anglès de Surrey el 13 de gener de 1879, als 49 anys.
Primer organista, va començar la seva activitat com a director a Cincinnati (Cincinnati Symphony Orchestra) el 1908, abans de dirigir l'Orquestra de Filadèlfia de 1912 a 1938. Després va dirigir la Symphony of the Air Orchestra (antigament NBC Symphony Orchestra) i la Hollywood Bowl Orchestra, més tard va ser convidat a dirigir les orquestres europees més prestigioses. També va ser director convidat habitual de la Filharmònica de Nova York durant la dècada de 1940.
La seva carrera com a director va tenir una notable longevitat, ja que va dirigir formacions de 1908 a 1972, any del seu retorn a la seva terra natal, mentre que el 1976 va signar un contracte d'enregistraments que podria haver-lo vist dirigir una orquestra fins als cent anys, si no hagués mort l'any següent d'un infart. A la Gran Bretanya va estar vinculat principalment a la London Symphony Orchestra.

## Vida privada
Va ser, de 1911 a 1923, el segon marit de la pianista Olga Samaroff. Van tenir una filla: Sonya Maria Noel Stokowski (nascuda el 24 de desembre de 1921) que es va convertir en actriu. La seva segona dona va ser l'hereva de Johnson & Johnson Evangeline Love Brewster Johnson (1897–1990), artista i aviador, amb qui va estar casat entre 1926 i 1937. Van tenir dues filles: Gloria Luba Stokowski i Andrea Sadja Stokowski. La parella es va divorciar perquè Stokowski va tenir una aventura amb Greta Garbo. Finalment, el 1945, es va casar amb Gloria Laura Vanderbilt que li va donar dos fills, Leopold Stanislaus Stokowski (n. 1950) i Christopher Stokowski (n. 1952). Es van divorciar el 1955.

## Arranjaments orquestrals
Molt conegut per la llibertat que es prenia de vegades per modificar les obres interpretades, va fer nombroses transcripcions orquestrals d'obres per a orgue de Johann Sebastian Bach, entre les quals la famosa Toccata i Fuga BWV 565 per a orgue en re menor. Les seves transcripcions encara són interpretades avui, sobretot pels directors Wolfgang Sawallisch, Matthias Bamert, Esa-Pekka Salonen o José Serebrier.
També va compondre arranjaments per a la caricatura musical de Walt Disney Fantasia (1940), en la qual també apareix, dirigint l'Orquestra de Filadèlfia, a les seqüències "intermèdies".

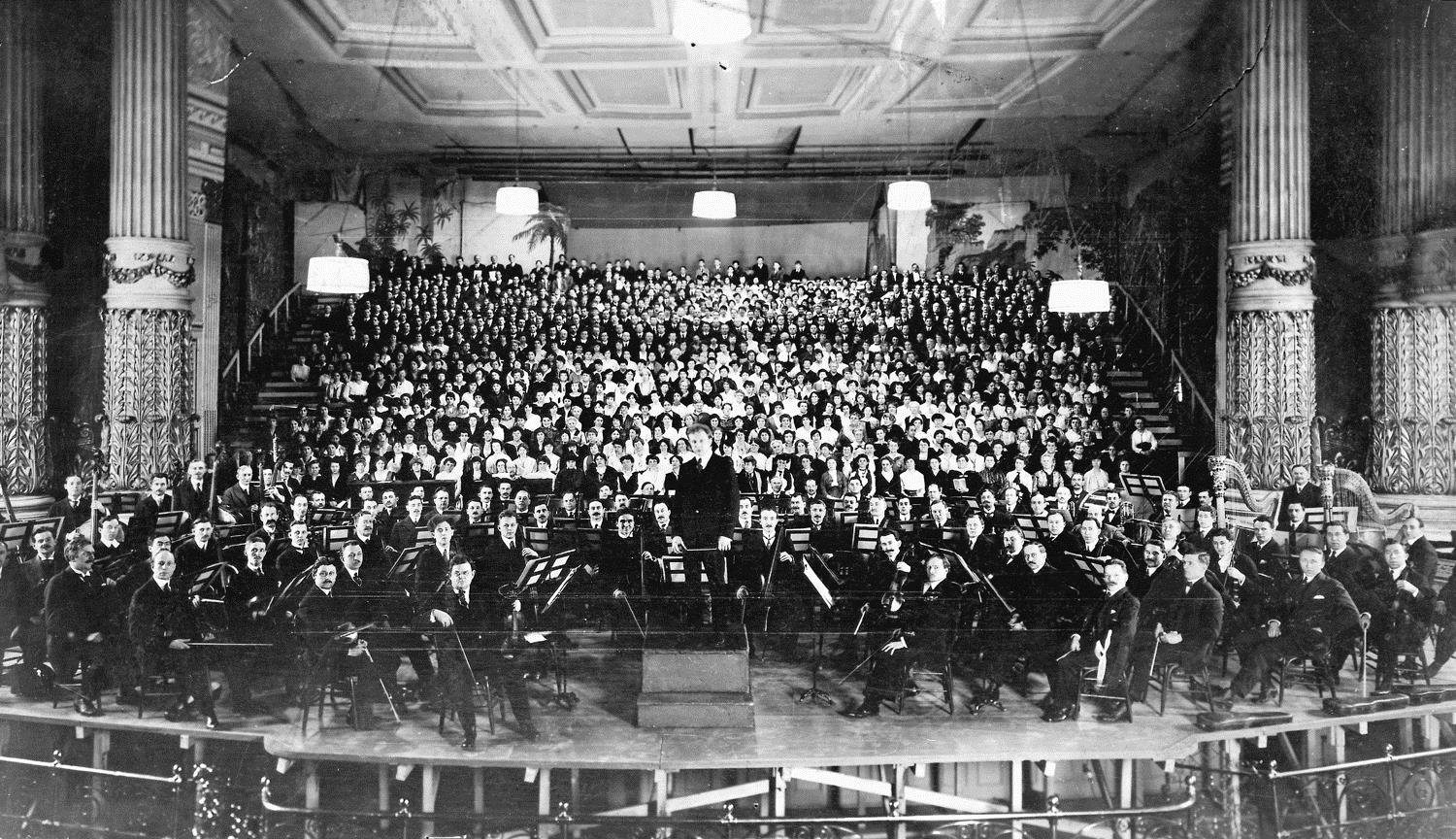
Stokowski i l'Orquestra de Filadèlfia el 2 de març de 1916 a l'estrena americana de la Simfonia núm. 8 de Mahler.

## Repertori
El seu repertori és molt ampli, amb un gran lloc pel repertori postromàntic. Va interpretar sobretot l'estrena americana de la Simfonia núm. 8 de Gustav Mahler el 1916 o, el 1926, els d’Amèrica d'Edgard Varèse i (al costat, sobretot, de George Enescu i Germaine Tailleferre) Noces d'Ígor Stravinski.
Stokowski també va dirigir obres del repertori clàssic, com simfonies de Beethoven, Brahms i fragments orquestrals de Richard Wagner.

## Anècdota
Arturo Toscanini, que odiava Stokowski, li va escriure una carta on el feia «bo per a l'asil» («Creu-me, estàs preparat per al manicomi o per a la presó... Afanya't!!!”»). Toscanini acabava d'escoltar una interpretació de Stokowski de la Simfonia en re menor de César Franck. La carta no es va enviar mai, sens dubte per iniciativa d'un dels seus fills.

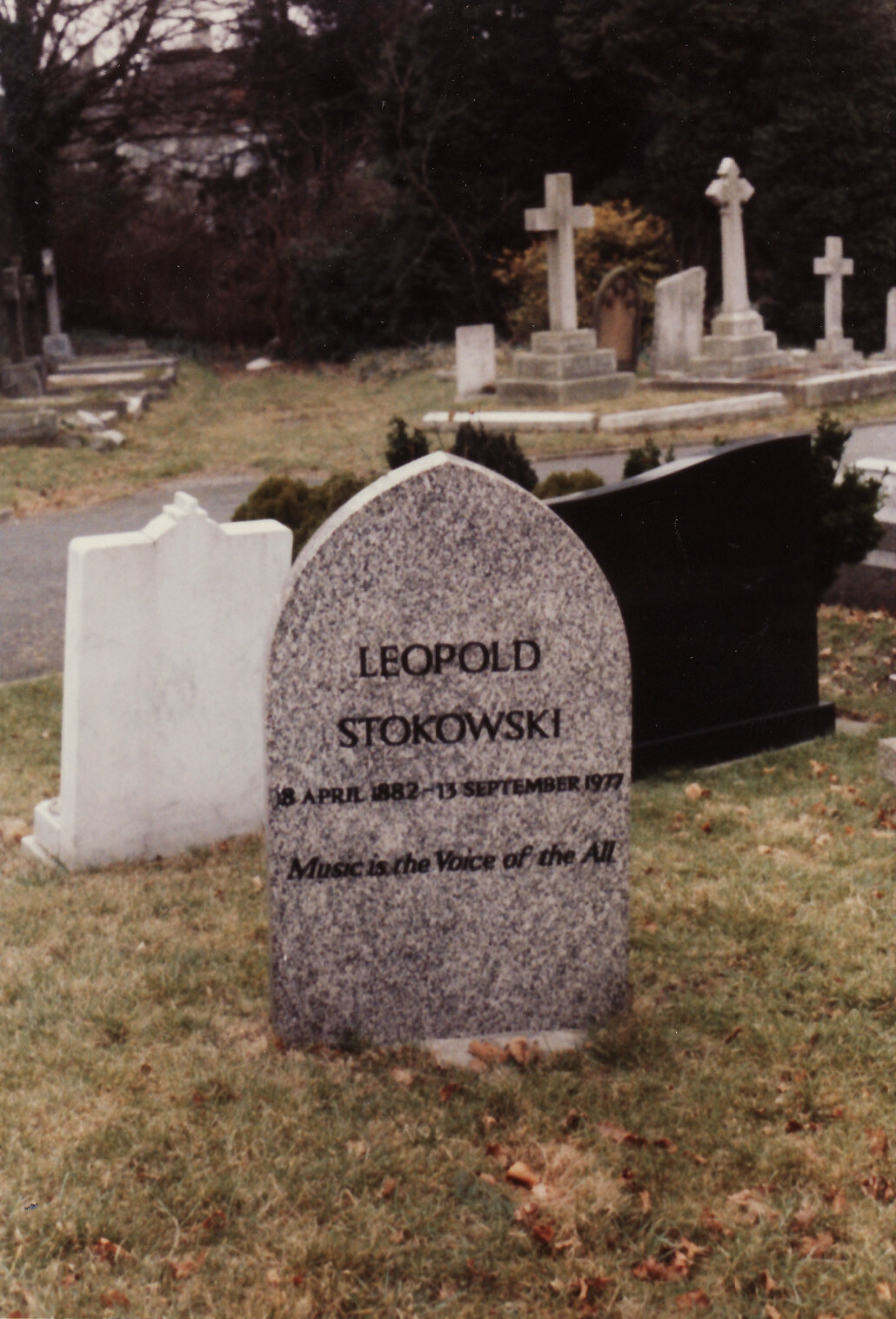
Tomba de Stokowski al cementiri d'East Finchley.

## Discografia
Discografia completa per any amb molta informació Arxivat 2013-09-22 a Wayback Machine.